# Dortmund
Dortmund je grad u njemačkoj pokrajini Sjevernoj Rajni-Vestfaliji. Ima 586.909 stanovnika, te je 7. po veličini grad u Njemačkoj i 34. u Europskoj uniji.
Grad je poznat po nazivu "zelena metropola" jer gotovo polovicu teritorija čine voda, šume, poljoprivredna područja i prostori s prostranim zelenim parkovima kao što su 
Westfalenpark i Rombergpark.

## Povijest
Dortmund se prvi put spominje 880. u jednom dokumentu kao Throtmanni. Prvi tragovi života potječu još iz brončanog doba. Grad je uništen u požaru za vrijeme cara  Fridrika prvog Barbarosse, da bi 1152. bio obnovljen te je postao član Hanze. Kraj Dortmunda je prolazio trgovački put Hellweg, koji je igrao bitnu ulogu u razvoju grada.
Godine 1661. u potresu se srušila protestantska crkva Reinoldikirche. Grad je 1815. potpao pod Prusiju (prusku Westfaliju), a prije je bio dio vojvodstva Oranien-Nassau. Bio je središte okruga Regierungsbezirk Arnsberg. Nakon industrijalizacije u 19. stoljeću grad je postao središte proizvodnje ugljena i čelika.
Za vrijeme nacističke Njemačke srušena je sinagoga, mnoge zgrade, parkovi i vrtovi. Za vrijeme Drugog svjetskog rata Dortmund je doživio teška bombardiranja od strane Saveznika, u kojima je srušeno oko 80% grada. Nakon rata grad je brzo obnovljen te je postao središte proizvodnje hi-tech tehnologije. Dortmund je potpao pod Zapadnu Njemačku i vrlo se brzo razvijao, a stanovništvo je naglo poraslo.
Danas je jedan od najrazvijenijih gradova u Njemačkoj.

## Zemljopis
Dortmund se nalazi na 76 m nadmorske visine u središtu pokrajine Sjeverna Rajna-Vestfalija. Nalazi se u Westfalijskoj nizini (jugopazadnom dijelu Pribaltičke nizine uz Rajnu). Kroz grad protječe rijeka Ruhr, pritoka Rajne. Postoji kanal od Dortmunda do ušća rijeke Ems u Sjeverno more. Dortmund je značajna riječna luka i riječno čvorište putem kojeg brodovi rijekom Ruhr plove u Rajnu i kanalom u Sjeverno more.
Grad je dio konurbacije Ruhr - niza povezanih gradova u zapadnom dijelu Njemačke uz rijeke Rajnu i Ruhr koji se proteže od Bonna i Kölna do Dortmunda i Hamma. Konurbacija Ruhr sastoji se od mnogo samostalnih gradova koji su međusobno povezani i u stvarnosti funkcioniraju kao jedan grad. U prostoru Ruhra postojala su značajna nalazišta ugljena i željezne rude, koja su bila temelj razvoja industrije u tom prostoru.

## Znamenitosti
Najpoznatija crkva u gradu je romaničko-gotička crkva sv. Reinolda (Reinoldikirche). Značajne su i crkve sv. Petra i sv. Marije. Zanimljiva je gradska vijećnica. U gradu postoji mnogo parkova (najznačajniji je Signal Iduna Park u kojem se nalazi stadion nogometnog kluba Borussia). Dortmund je industrijski centar, te u njemu postoje mnogi spomenici industrijske arhitekture (dio Europske rute industrijske baštine).

## Šport
Od sportskih klubova najznačajniji je nogometni klub Borussia Dortmund, jedan od najvažnijih njemačkih klubova i pobjednik UEFA Lige prvaka i Interkontinentalnog kupa 1997. godine.

## Klima
Dortmund se kao i svi ostali gradovi Sjeverne Rajne-Vestfalije nalazi pod utjecajem maritimnosti, što se ogleda u blagim zimama. Prema Köppenovoj klasifikaciji klime ima umjereno toplu vlažnu klimu s prosječnom temperaturom najtoplijeg mjeseca od 24°C, dok temperatura najhladnijeg mjeseca ne prelazi ispod -3°C. Budući da je porajnje najtopliji dio Sjeverne Rajne-Vestfalije i Dortmund ima srednju godišnju temperaturu malo iznad regionalnog prosjeka. Zapadni vjetrovi donose vlagu s Atlantika,pa Dortmund prima dovoljno padalina.
| Mjesec                 | Sij. | Velj. | Ožu. | Tra. | Svi. | Lip. | Srp. | Kol. | Ruj. | Lis. | Stu. | Pro. | God.  |
| Minimalna temp. (°C)   | -1,1 | -0,8  | 1,9  | 4,7  | 8,2  | 11,2 | 13,4 | 12,2 | 10,8 | 6,9  | 3,4  | 0,5  | 5,9   |
| Maksimalna temp. (°C)  | 3,7  | 4,6   | 9,1  | 13,2 | 17,6 | 20,7 | 22,1 | 22,0 | 21,8 | 18,9 | 13,6 | 8,2  | 14,6  |
| Prosječna temp. (°C)   | 1,9  | 2,5   | 5,1  | 8,5  | 12,9 | 16,0 | 17,6 | 17,3 | 14,4 | 10,6 | 5,8  | 3,0  | 9,6   |
| Insolacija (h/d)       | 1,3  | 2,6   | 3,3  | 5,2  | 6,2  | 6,3  | 6,1  | 6,3  | 4,2  | 3,5  | 1,7  | 1,2  | 4,0   |
| Padaline (mm/mjesečno) | 69,1 | 53,3  | 65,7 | 63,6 | 69,6 | 90,8 | 84,1 | 74,6 | 68,5 | 60,7 | 74,3 | 81,4 | 855,7 |

## Vanjske poveznice
- Službena stranica (njem.)

### Ostali projekti
|  | Zajednički poslužitelj ima još gradiva o temi Dortmund |